# Jack Vidgen
Jack Vidgen (Mona Vale, 17 gennaio 1997) è un cantante australiano.

## Biografia
Nato e cresciuto in un sobborgo di Sydney, Jack Vidgen è salito alla ribalta nel 2011, con la sua partecipazione alla quinta edizione del talent show Australia's Got Talent. Il pubblico l'ha decretato vincitore nella puntata finale del 2 agosto 2011, consegnandogli il premio di AU$250.000.
Subito dopo la sua vittoria ha firmato un contratto discografico con la Sony Music Entertainment Australia, con cui ha pubblicato il suo album di debutto Yes I Am due settimane dopo. Il disco, che contiene dieci cover e due canzoni originali, ha raggiunto il 3º posto della classifica australiana ed è stato certificato disco d'oro dall'Australian Recording Industry Association con oltre 35 000 copie vendute a livello nazionale. Ad aprile 2012 è uscito il secondo album del cantante, Imagine, contenente dodici cover. Il disco ha debuttato 23º in classifica, non riuscendo ad eguagliare il successo del precedente.
Dopo essersi preso alcuni anni di pausa per completare la sua educazione, Jack Vidgen è tornato nel mondo dello spettacolo nel 2019, quando ha partecipato alle audizioni dell'ottava edizione di The Voice Australia cantando Hello di Adele. È entrato a far parte della squadra di Guy Sebastian, ed è stato eliminato nella semifinale.
A dicembre 2019 è stata confermata la sua partecipazione ad Eurovision - Australia Decides 2020, il processo di selezione del rappresentante australiano per l'Eurovision Song Contest 2020, con il suo primo singolo pubblicato in sette anni, I Am King I Am Queen.

## Discografia

### Album in studio
- 2011 – Yes I Am
- 2012 – Inspire

### Singoli
- 2011 – Yes I Am
- 2012 – Finding You
- 2019 – I Am King I Am Queen